# Launaea nana
Launaea nana là một loài thực vật có hoa trong họ Cúc. Loài này được (Baker) Chiov. mô tả khoa học đầu tiên năm 1916.